# 美国驻杭州领事馆
美国驻杭州领事馆是美国在杭州的外交代表机构，于1904年至1906年间设置。

## 历史
美国于光绪三十年（1904年）七月设立驻杭州领事馆，馆址位于钱塘门之外英国传教医师梅滕更（Duncan Main）的洋房。两年后，于光绪三十二年（1906年）五月撤馆。此后交涉事宜由驻沪总领事馆兼管。

## 领事
以下列出美国驻杭州历任领事。
| 姓名   | 英文名             | 就任      | 离任   | 领事职务 | 备注 |
| ------ | ------------------ | --------- | ------ | -------- | ---- |
| 安得森 | George E. Anderson | 1904年8月 | 1905年 | 领事     |      |
| 云飞得 | Frederick D. Cloud | 1905年    | 1906年 | 副领事   |      |